# Ardisia obovata
Ardisia obovata là một loài thực vật có hoa trong họ Anh thảo. Loài này được Desv. ex Ham. mô tả khoa học đầu tiên năm 1825.